# Манометр вантажопоршневий
Мано́метр вантажопоршневи́й (рос. манометр грузопоршневой; англ. dead-weight pressure-gauge tester; нім. Kolbenmanometer n, Druckwaage f) — манометр, у якому вимірюваний тиск зрівноважують тиском, що створюється масою поршня з вантажоприймальним пристроєм і вантажем з врахуванням сил рідинного тертя.

## Призначення
Призначені для вимірювань і відтворення надлишкового тиску і різниці тисків. Застосовуються для перевірки та калібрування датчиків різниці тисків. Манометри також використовуються як зразкові засоби відтворення одиниці тиску в діапазоні від 10−1 до 1013 Па, а також для точних вимірювань тиску в лабораторній практиці.

## Будова і принцип роботи
Диференціальні вантажопоршневі манометри складаються з двох поршневих систем — вимірювальної (А1) і врівноважувальної (А2), причому обидві системи мають свої власні джерела створення тиску і сполучені між собою сполучним клапаном. При відкритому клапані вантажі, поміщені на системи А1 і А2, створюють однаковий статичний тиск. В системі створюється тиск таким чином, щоб обидва поршні були врівноважені. Це означає, що обидва поршні обертаються з вантажами і опускаються з однаковою швидкістю. Досягнення однакового швидкості опускання, контролюється за допомогою спеціального пристрою, з'єднувальний клапан перекривається. У цей момент приймається, що статичні тиски в поршневих системах рівні між собою. Після цього можна створювати необхідну різницю тисків ΔР шляхом накладення невеликого вантажу на систему А1.
Низька похибка відтворення та вимірювання тиску за допомогою вантажопоршневих манометрів визначається високою точністю задання маси вантажів, площі перетину поршня і прискорення вільного падіння.
Вантажопоршневі манометри характеризуються високою точністю, часто використовуються для метрологічних цілей.